# Adolf Zielfelt
Adolf Ludvig Conrad Zielfelt, född den 8 september 1828 i Värmdö socken, Stockholms län, död den 21 april 1904 i Karlskrona, var en svensk sjömilitär.
Zielfelt blev sekundlöjtnant vid flottan 1851, premiärlöjtnant 1858 och kapten 1866. Han var lotskapten i Södra lotsdistriktet och chef för Karlskrona lotsfördelning 1871–1881, tillförordnad inspektör över anstalterna för skeppsbrutnas räddning å rikets kuster 1875–1881 och chef för Kalmar lotsfördelning 1881–1888. Zielfelt befordrades till kommendörkapten i flottans reserv 1883. Han blev verkställande direktör för aktiebolaget Blekinge bank i Karlskrona 1887. Zielfelt invaldes som ledamot av Örlogsmannasällskapet 1869. Han blev riddare av Vasaorden 1874 och av Svärdsorden 1883.